# Gheorghe Rășinaru
Gheorghe Rășinaru (* 10. Februar 1915 in Szászsebes, Österreich-Ungarn (heute Sebeș, Kreis Alba); † 1994) war ein rumänischer Fußballspieler. Er bestritt 106 Spiele in der höchsten rumänischen Fußballliga, der Divizia A, und nahm an der Fußball-Weltmeisterschaft 1938 teil.

## Karriere
Rășinaru begann mit dem Fußballspielen bei România Cluj und wechselte im Jahr 1932 zum Lokalrivalen CFR, der seinerzeit nicht in den überregionalen Ligen spielte, aber zu dem Gründungsmitgliedern der Divizia B im Jahr 1934 gehörte. Im Jahr 1935 wechselte Rășinaru zu CFR Bukarest (später Rapid Bukarest), einem der erfolgreichsten Vereine der 1930er- und 1940er-Jahre. Dort gab er am 8. September 1935 seinen Einstand in der höchsten rumänischen Spielklasse, der Divizia A. Mit Rapid konnte Rășinaru zwar nicht die rumänische Meisterschaft gewinnen, wurde aber viermal Vizemeister und gewann in den Jahren 1937 bis 1942 sechsmal in Folge den rumänischen Pokal – ein bis heute unerreichter Rekord.
Nach dem Ende des Zweiten Weltkrieges schloss sich Rășinaru CFR Sibiu an, das in der drittklassigen Divizia C spielte. Nach dem Aufstieg am Saisonende wechselte er zu Șoimii Sibiu, wo er im Jahr 1948 seine Karriere beendete.

## Nationalmannschaft
Rășinaru absolvierte sieben Spiele für die rumänische Fußballnationalmannschaft. Zu seinem ersten Einsatz kam er am 8. Juli 1937 gegen Litauen. Ein Jahr später berief in Nationaltrainer Alexandru Săvulescu in den Kader für die Fußball-Weltmeisterschaft 1938 in Frankreich, wo er in beiden Spielen gegen Kuba zum Einsatz kam, das Aus in der ersten Runde aber nicht verhindern konnte.

## Erfolge
- WM-Teilnehmer: 1938
- Rumänischer Pokalsieger: 1937, 1938, 1939, 1940, 1941, 1942
- Rumänischer Vizemeister: 1937, 1938, 1940, 1941